# Jack Rodwell
Jack Christian Rodwell (Southport, 11 marzo 1991) è un calciatore inglese, centrocampista svincolato.

## Caratteristiche tecniche
Nel 2010 è stato inserito nella lista dei migliori calciatori nati dopo il 1989 stilata da Don Balón. Centrocampista difensivo e molto versatile, la sua stazza gli permette di essere efficace anche in difesa. Ha un'ottima propensione nell'inserirsi nelle difese avversarie ed è molto bravo anche nel gioco aereo. È dotato di un'ottima visione di gioco e senso della posizione, possiede inoltre un buon tiro dalla distanza.

## Carriera

### Club

#### Everton
È entrato nelle giovanili dell'Everton facendo il suo debutto nell'Under-18 all'età di 14 anni, esordendo invece con la squadra delle riserve a 15 anni. Ha fatto poi registrare il record come più giovane giocatore a rappresentare il club di Liverpool in Europa, entrando a partita in corso contro gli olandesi dell'AZ Alkmaar all'età di 16 anni e 284 giorni.
Nel marzo del 2008 ha fatto la sua prima presenza in Premier League, prima di essere convocato per l'ultima partita della stagione, sostituendo Tim Cahill in una vittoria per 1-0 sul Sunderland, firmando poi il suo primo contratto professionistico con l'Everton il 17 marzo 2008. Il 16 agosto del 2008 è stato per la prima volta schierato tra l'undici di partenza dal tecnico David Moyes, rimanendo sul terreno di gioco per tutti i 90 minuti. Ha segnato il suo primo gol tra i professionisti in FA Cup, contro l'Aston Villa, nel febbraio del 2009. Durante lo stesso mese, ha firmato un contratto di 5 anni con l'Everton, con scadenza a giugno 2014.
All'inizio della stagione 2009-2010 ha fatto la sua prima presenza dal primo minuto in una competizione europea, nella partita di Europa League giocata contro i cechi del Sigma Olomouc. Nell'occasione ha segnato due gol con tiri dalla distanza, aiutando la sua squadra a raggiungere la vittoria finale per 4-0. Ha segnato il suo primo gol in Premier League nella vittoria per 3-1 dell'Everton ai danni del Manchester Utd.

#### Manchester City
Il 12 agosto 2012 viene acquistato dal Manchester City per 20 milioni di euro. In due stagioni con i Citizens disputa 16 partite, realizzando anche 2 reti (doppietta al Norwich City il 19 maggio 2013), vincendo un campionato ed una Coppa di Lega. Segna le sue uniche due reti, durante l'ultima giornata di campionato (della prima stagione in azzurro) nella partita vinta 3-2 contro il Norwich City.

#### Sunderland e Blackburn
Il 5 agosto 2014 si trasferisce al Sunderland per 13 milioni di euro, con cui firma un contratto di 5 anni. Il 16 agosto seguente fa il suo esordio con la nuova maglia, nel pareggio per 2-2 sul campo del West Bromwich. Una settimana più tardi segna il suo primo gol con i Black Cats, nel pareggio per 1-1 contro il Manchester Utd.
Nell'estate 2018, rimasto svincolato, viene ingaggiato dal Blackburn Rovers, in Championship.

#### Sheffield United
Dopo aver passato diversi mesi da svincolato, il 3 gennaio 2020 viene tesserato dallo Sheffield Utd, con cui si lega fino al termine della stagione. Fa il suo esordio con il club due giorni dopo nella sfida vinta 2-1 in FA Cup contro il Fylde.

#### Western Sydney Wanderers
Il 17 novembre 2021 firma per gli australiani del Western Sydney con un contratto valido fino al termine della stagione.

#### Sydney FC
Il 12 agosto 2022 firma per il Sydney FC.

### Nazionale
Vanta convocazioni e presenze in tutte le nazionali giovanili inglesi. Con l'Under-21 ha partecipato agli Europei di categoria nel 2009 e nel 2011. È inoltre vice-campione europeo per l'edizione 2009.
Il 12 novembre 2011 esordisce con la nazionale maggiore in una amichevole contro la Spagna.

## Statistiche

### Presenze e reti nei club
Statistiche aggiornate all'11 agosto 2022.
| Stagione                | Squadra                 | Campionato              | Campionato | Campionato | Coppe nazionali | Coppe nazionali | Coppe nazionali | Coppe continentali | Coppe continentali | Coppe continentali | Altre coppe | Altre coppe | Altre coppe | Totale | Totale |
| Stagione                | Squadra                 | Comp                    | Pres       | Reti       | Comp            | Pres            | Reti            | Comp               | Pres               | Reti               | Comp        | Pres        | Reti        | Pres   | Reti   |
| ----------------------- | ----------------------- | ----------------------- | ---------- | ---------- | --------------- | --------------- | --------------- | ------------------ | ------------------ | ------------------ | ----------- | ----------- | ----------- | ------ | ------ |
| 2007-2008               | Everton                 | PL                      | 2          | 0          | FACup+CdL       | 0+0             | 0               | CU                 | 1                  | 0                  | -           | -           | -           | 3      | 0      |
| 2008-2009               | Everton                 | PL                      | 19         | 0          | FACup+CdL       | 5+1             | 1+0             | -                  | -                  | -                  | -           | -           | -           | 25     | 1      |
| 2009-2010               | Everton                 | PL                      | 26         | 2          | FACup+CdL       | 0+2             | 0               | UEL                | 8                  | 2                  | -           | -           | -           | 36     | 4      |
| 2010-2011               | Everton                 | PL                      | 24         | 0          | FACup+CdL       | 3+1             | 0+1             | -                  | -                  | -                  | -           | -           | -           | 28     | 1      |
| 2011-2012               | Everton                 | PL                      | 14         | 2          | FACup+CdL       | 0+3             | 0               | -                  | -                  | -                  | -           | -           | -           | 17     | 2      |
| Totale Everton          | Totale Everton          | Totale Everton          | 85         | 4          |                 | 15              | 2               |                    | 9                  | 2                  |             | -           | -           | 109    | 8      |
| 2012-2013               | Manchester City         | PL                      | 11         | 2          | FACup+CdL       | 3+0             | 0               | UCL                | 1                  | 0                  | CS          | 0           | 0           | 15     | 2      |
| 2013-2014               | Manchester City         | PL                      | 5          | 0          | FACup+CdL       | 1+3             | 0               | UCL                | 1                  | 0                  | -           | -           | -           | 10     | 0      |
| Totale Manchester City  | Totale Manchester City  | Totale Manchester City  | 16         | 2          |                 | 7               | 0               |                    | 2                  | 0                  |             | 0           | 0           | 25     | 2      |
| 2014-2015               | Sunderland              | PL                      | 23         | 3          | FACup+CdL       | 2+1             | 0               | -                  | -                  | -                  | -           | -           | -           | 26     | 3      |
| 2015-2016               | Sunderland              | PL                      | 22         | 1          | FACup+CdL       | 0+2             | 0+2             | -                  | -                  | -                  | -           | -           | -           | 24     | 3      |
| 2016-2017               | Sunderland              | PL                      | 20         | 0          | FACup+CdL       | 1+2             | 0               | -                  | -                  | -                  | -           | -           | -           | 23     | 0      |
| 2017-2018               | Sunderland              | FLC                     | 2          | 1          | FACup+CdL       | 0+1             | 0               | -                  | -                  | -                  | -           | -           | -           | 3      | 1      |
| Totale Sunderland       | Totale Sunderland       | Totale Sunderland       | 67         | 5          |                 | 9               | 2               |                    | -                  | -                  |             | -           | -           | 76     | 7      |
| 2018-2019               | Blackburn               | FLC                     | 21         | 1          | FACup+CdL       | 0+1             | 0               | -                  | -                  | -                  | -           | -           | -           | 22     | 1      |
| 2019-2020               | Sheffield Utd           | PL                      | 1          | 0          | FACup+CdL       | 1+0             | 0+0             | -                  | -                  | -                  | -           | -           | -           | 2      | 0      |
| 2020-2021               | Sheffield Utd           | PL                      | -          | -          | FACup+CdL       | -               | -               | -                  | -                  | -                  | -           | -           | -           | -      | -      |
| Totale Sheffield United | Totale Sheffield United | Totale Sheffield United | 1          | 0          |                 | 1               | 0               |                    | -                  | -                  |             | -           | -           | 2      | 0      |
| 2021-2022               | WS Wanderers            | AL                      | 14         | 3          | FFACup          | 0               | 0               | -                  | -                  | -                  | -           | -           | -           | 14     | 3      |
| 2022-2023               | Sydney FC               | AL                      | 13         | 0          | FFACup          | 3               | 1               | -                  | -                  | -                  | -           | -           | -           | 16     | 1      |
| 2023-2024               | Sydney FC               | AL                      | 9          | 1          | FFACup          | 0               | 0               | -                  | -                  | -                  | -           | -           | -           | 9      | 1      |
| Totale Sydney           | Totale Sydney           | Totale Sydney           | 22         | 1          |                 | 3               | 1               |                    | -                  | -                  |             | -           | -           | 25     | 2      |
| Totale carriera         | Totale carriera         | Totale carriera         | 226        | 16         |                 | 36              | 5               |                    | 11                 | 2                  |             | 0           | 0           | 263    | 23     |

### Cronologia presenze e reti in nazionale
| Cronologia completa delle presenze e delle reti in nazionale ― Inghilterra | Cronologia completa delle presenze e delle reti in nazionale ― Inghilterra | Cronologia completa delle presenze e delle reti in nazionale ― Inghilterra | Cronologia completa delle presenze e delle reti in nazionale ― Inghilterra | Cronologia completa delle presenze e delle reti in nazionale ― Inghilterra | Cronologia completa delle presenze e delle reti in nazionale ― Inghilterra | Cronologia completa delle presenze e delle reti in nazionale ― Inghilterra | Cronologia completa delle presenze e delle reti in nazionale ― Inghilterra |
| Data                                                                       | Città                                                                      | In casa                                                                    | Risultato                                                                  | Ospiti                                                                     | Competizione                                                               | Reti                                                                       | Note                                                                       |
| -------------------------------------------------------------------------- | -------------------------------------------------------------------------- | -------------------------------------------------------------------------- | -------------------------------------------------------------------------- | -------------------------------------------------------------------------- | -------------------------------------------------------------------------- | -------------------------------------------------------------------------- | -------------------------------------------------------------------------- |
| 12-11-2011                                                                 | Londra                                                                     | Inghilterra                                                                | 1 – 0                                                                      | Spagna                                                                     | Amichevole                                                                 | -                                                                          | 56’                                                                        |
| 15-11-2011                                                                 | Londra                                                                     | Inghilterra                                                                | 1 – 0                                                                      | Svezia                                                                     | Amichevole                                                                 | -                                                                          | 58’                                                                        |
| 2-6-2013                                                                   | Rio de Janeiro                                                             | Brasile                                                                    | 2 – 2                                                                      | Inghilterra                                                                | Amichevole                                                                 | -                                                                          | 84’                                                                        |
| Totale                                                                     |                                                                            | Presenze                                                                   | 3                                                                          |                                                                            | Reti                                                                       | 0                                                                          |                                                                            |

## Palmarès

### Club

#### Competizioni nazionali
- Coppa di Lega inglese: 1

Manchester City: 2013-2014
- Campionato inglese: 1

Manchester City: 2013-2014
- Australia Cup: 1

Sydney FC: 2023